# Neda (mytologi)
Neda (forngrekiska: Νέδαν eller Νέδα) var i grekisk mytologi en messensk eller arkadisk nymf och en av barnsköterskorna till barnet Zeus.
Floden Neda och en stad i Arcadia är uppkallad efter henne.

## Mytologi
Enligt messenska berättelsen uppfostrade Neda spädbarnet Zeus tillsammans med en annan nymf Ithome eftersom Zeus blivit bortrövad av Curetes på grund av faran som hotade från hans far. Dessa nymfer gav sitt namn till floden Neda och berget Ithome.
Enligt arkadiska versionen var det Neda, Anthracia, Hagno, Anchirhoe och Myrtoessa som uppfostrade Zeus. Neda har avbildats bära spädbarnsguden.
Hon var representerad i Aten i Athenas tempel.